# Kanala (Citnos)
Kanala es una localidad costera de Citnos con 24 habitantes en las Cícladas, según el censo de 2011.

## Información general
Kanala se encuentra en el extremo sureste de la isla. Está a 12 km del puerto de Merihas, a 10 km de Hora y a 5 km de Driopida. Está construida sobre un cabo, entre las sucesivas playas de Antonides, Ammoudaki y Megali Ammos y cuenta con el único pinar de la isla. Lleva el nombre del icono y la iglesia de Panagia Kanala. Se registró por primera vez como pueblo en el censo de 1961, con seis habitantes. Administrativamente, perteneció hasta 1997 a la comunidad de Driopida, y desde entonces forma parte del municipio de Kythnos.

## Panagia Kanala
La actual iglesia de Panagia Kanala se construyó en 1869 en el sitio de una iglesia anterior. Es un lugar de peregrinación religiosa, ya que aquí se conserva el icono homónimo de la Virgen María, que la Iglesia Ortodoxa venera como icono milagroso. Según la tradición, fue encontrada por pescadores locales en el estrecho canal entre Citnos y Serifos y se considera obra del pintor Emmanuel Skordilis.
Todos los años, el 15 de agosto, se celebran en el pueblo las fiestas, que incluyen una procesión del icono, una recreación de su descubrimiento y una gran fiesta. También se celebra un festival el 8 de septiembre.